# Фрезаграндинарија
Фрезаграндинарија (итал. Fresagrandinaria) је насеље у Италији у округу Кјети, региону Абруцо.
Према процени из 2011. у насељу је живело 763 становника. Насеље се налази на надморској висини од 387 м.

## Становништво
Према резултатима пописа становништва 2011. у општини је живело 1.056 становника.
| 1931. | 1936. | 1951. | 1961. | 1971. | 1981. | 1991. | 2001. | 2011. |
| ----- | ----- | ----- | ----- | ----- | ----- | ----- | ----- | ----- |
| 2.052 | 2.230 | 2.388 | 1.997 | 1.604 | 1.363 | 1.350 | 1.088 | 1.056 |

## Партнерски градови
- Питлинген
- Сен Мишел сир Орж
- Зенфтенберг
- Веспрем
- Жамберк